# Maxillaria cryptobulbon
Maxillaria cryptobulbon là một loài thực vật có hoa trong họ Lan. Loài này được Carnevali & J.T.Atwood mô tả khoa học đầu tiên năm 1991.